# Sam and Twitch
Sam and Twitch est une série de comics, dérivée de la série Spawn et mettant en scène les personnages éponymes créés par Todd McFarlane. Elle est publiée aux États-Unis par Image Comics d'août 1999 à novembre 2003 et traduite en France par Semic dans la collection « Semic Books », puis par Delcourt dans la collection « Contrebande ».
La série a connu deux suites : Les Enquêtes de Sam et Twitch en 2003 et Sam et Twitch : L’Écrivain en 2010.

## Synopsis
Cette série dans le style du roman noir met en scène Sam Burke et Twitch Williams deux policiers issus de l'univers de Spawn. Ils sont confrontés à des enquêtes flirtant avec le fantastique, dans une ambiance sombre. Sam est célibataire. Twitch est marié avec Helen et à cinq enfants, trois filles et deux garçons. L'ainé se nomme Maximillian Williams IV.

## Publication

### Aux États-Unis
- Sam and Twitch (1999-2003)[3] ;
- Casefiles: Sam and Twitch (2003-2006)[4] ;
- Sam and Twitch: The Writer (2010)[5].

### En France
Les aventures de Sam et Twitch ont été prépubliées en France dans les revues Spawn de Semic puis Les Chroniques de Spawn de Delcourt.

#### Semic
Aux éditions Semic dans la collection « Semic Books » :
- 1. Udaku (Sam & Twitch US #1-4), janvier 2001
Scénario : Brian Michael Bendis - Dessin : Angel Medina - Couleurs : Todd Broeker, Jay Fotos et Drew Hutchinson -  (ISBN 9782914082310)
- 2. Udaku 2e partie (Sam & Twitch US #5-8), août 2001
Scénario : Brian Michael Bendis - Dessin : Angel Medina - Couleurs : Todd Broeker, Jay Fotos et Drew Hutchinson -  (ISBN 9782914082457)
- 3. Sorcellerie (Sam & Twitch US #10-13), mars 2002
Scénario : Brian Michael Bendis - Dessin : Alberto Ponticelli - Couleurs : Todd Broeker, Jay Fotos et Drew Hutchinson -  (ISBN 9782914082648)
- 4. Chasseurs de primes (Sam & Twitch US #9 et 15-19), février 2003
Scénario : Brian Michael Bendis - Dessin : Alex Maleev - Couleurs : Jay Fotos et Drew Hutchinson -  (ISBN 9782914082907)
- 5. L’Affaire John Doe (Sam & Twitch US #20-23), mars 2004
Scénario : Todd McFarlane - Dessin : Alex Maleev - Couleurs : Jay Fotos et Drew Hutchinson -  (ISBN 9782848570631)
- 6. L’Affaire John Doe 2e partie (Sam & Twitch US #14 et 24-26), octobre 2004
Scénario : Todd McFarlane - Dessin : Alex Maleev et Paul Lee - Couleurs : Jay Fotos et Drew Hutchinson -  (ISBN 9782848570990)

#### Delcourt
Aux éditions Delcourt dans la collection « Contrebande » :
Série Sam & Twitch
- 1. Udaku (Sam & Twitch US #1-8), juin 2011
Scénario : Brian Michael Bendis - Dessin : Angel Medina - Couleurs : Todd Broeker, Jay Fotos et Drew Hutchinson -  (ISBN 978-2-7560-2358-8)
- 2. Les Sorcières et l'écrivain (Sam & Twitch US #10-13 et Sam & Twitch: The Writer #1-4), juillet 2012
Scénario : Brian Michael Bendis et Luca Blengino - Dessin : Alberto Ponticelli et Luca Erbetta - Couleurs : Jonathan Glapion et al. -  (ISBN 978-2-7560-2898-9)
- 3. Chasseurs de primes (Sam & Twitch US #09 et 14-19), août 2013
Scénario : Brian Michael Bendis - Dessin : Clayton Crain, Alex Maleev et Jamie Tolagson - Couleurs : Jonathan Glapion et al. -  (ISBN 978-2-7560-3806-3)
- 4. L'Affaire John Doe (Sam & Twitch US #20-26), juillet 2014
Scénario : Todd McFarlane - Dessin : Paul Lee et Alex Maleev - Couleurs : Jay Fotos et Drew Hutchinson -  (ISBN 978-2-7560-5316-5)

Série Les Enquêtes de Sam & Twitch
- 1. Squelettes (Casefiles: Sam & Twitch #7-13), octobre 2005
Scénario : Marc Andreyko - Dessin : Paul Lee -  (ISBN 978-2-84789-909-2)
- 2. Tel père, telle fille (Casefiles: Sam & Twitch #20-25), avril 2007
Scénario : Marc Andreyko - Dessin : Greg Scott et Rodel Nora -  (ISBN 978-2-7560-0375-7)

## Réception
- Le site BDtheque confère à la série Sam & Twitch une note moyenne de 3,75 sur une échelle de 5[6] et le site Bédéthèque une note moyenne de 3,63 sur 5[7].
- Le site BDtheque confère à la série Les Enquêtes de Sam & Twitch une note moyenne de 3 sur une échelle de 5[8] et le site Bédéthèque une note moyenne de 2,66 sur 5[9].